# Louis Regout (1891-1966)
Ludovicus Franciscus Hubertus (Louis) Regout, ook gekend als Louis III Regout, (Maastricht, 3 april 1891 – aldaar, 20 augustus 1966) was een Nederlands ondernemer, bestuurder en politicus.

## Biografische schets
Ludovicus Franciscus Hubertus Regout was een telg uit de bekende Maastrichtse ondernemersfamilie Regout. Hij was de oudste zoon van Louis Hubert Willem ("Louis II") Regout (1861-1915) en Wilhelmina Joanna Everard (1868-1956). Zijn vader was zowel ondernemer als politicus en bracht het tot Minister van Waterstaat in het Kabinet-Heemskerk. Zijn moeder kwam uit een gegoede Amsterdamse familie. Een van zijn broers was de jezuïet Robert Regout (1896-1942), die als verzetsman in Dachau om het leven kwam. Een andere broer was de cineast Theo Regout (1901-1988).
Louis Regout studeerde rechten aan de Rijksuniversiteit Utrecht. Hij promoveerde zowel in de rechtsgeleerdheid als de staatkunde. Na zijn studie koos hij voor een carrière in de diplomatieke dienst en vertrok hij naar Londen. In 1914 raakte hij toch betrokken bij de door zijn vader en grootvader opgerichte porselein- en tegelfabriek Mosa en de glasfabriek Stella. Een jaar later, na de plotselinge dood van zijn vader in Rome, verliet hij de diplomatieke dienst en volgde hij zijn vader op als directeur van zowel Mosa als Stella, een functie die hij een halve eeuw lang zou blijven vervullen.
Vóór zijn huwelijk in 1922 maakte Louis Regout een tweetal buitenlandse reizen met zijn vriend, de later bekend geworden verzetsman Pieter Jacob Six (1894-1986), die hij in 1918 had leren kennen, toen deze als militair in Zuid-Limburg was gelegerd. De eerste reis, in 1919, voerde per auto naar Rome, waar vier jaar eerder Regouts vader was overleden en begraven. Een jaar later maakte het tweetal een lange reis per motorfiets via Frankrijk en Italië door de Sahara, en weer terug via Spanje. Vijf jaar later zou zijn broer Theo Regout de eerste van een reeks Sahara-reizen maken, die door zijn foto's en films gedocumenteerd zijn.
De glasfabriek Stella fuseerde in 1925 met de glasfabriek van De Sphinx tot Kristalunie Maastricht, waarna Regout (president-)directeur van Mosa bleef. Het bedrijf produceerde in deze jaren de populaire Lange Lijs-serviezen, later ook serviezen van bekende ontwerpers als Jan Lint en Edmond Bellefroid.
Tijdens de Tweede Wereldoorlog weigerde Louis Regout principieel met de bezetters samen te werken. Zijn broer Robert was al in juli 1940 gearresteerd, wat zeker van invloed zal zijn geweest op deze houding. Omdat hij weigerde producten te leveren aan de Duitsers, werd de gastoevoer aan de Mosa-fabriek afgesloten. In mei 1942 werd hij gearresteerd en naar Kamp Sint-Michielsgestel overgebracht, waar hij ruim een jaar zou verblijven. Zijn broer Theo nam voor hem waar, maar de fabriek werd grotendeels door de Duitsers overgenomen.
Sommige leden van de familie Regout, met name Petrus II en Louis I, hebben een slechte reputatie als werkgevers, met weinig sociaal gevoel. Dat geldt zeker niet voor Louis III, die in "zijn" bedrijf onder andere pensioenfondsen voor arbeiders en beambten oprichtte (1933), als eerste bedrijf in Nederland een sociaal werkster aanstelde (1936) en een winstdelingsregeling invoerde voor het hele personeel (1949). De fabrieksraad, die vlak na de Tweede Wereldoorlog werd opgericht, kan gezien worden als een voorloper van de ondernemingsraad.
Namens de RKSP zat Regout van 1923 tot 1927 in de Provinciale Staten van Limburg. Van 1948 tot 1963 was hij namens de KVP lid van de Eerste Kamer. Regout was tevens curator van de Katholieke Universiteit Nijmegen (1935-1948), voorzitter van de Algemene Katholieke Werkgeversvereniging (1945-1949) en voorzitter van de Mijnraad (1945-1957). Als voorzitter van de Algemene Katholieke Werkgeversvereniging was hij in 1948 een van de Nederlandse afgevaardigden op het Congres van Europa in Den Haag.
In 1965 vierde hij zijn gouden jubileum als fabrieksdirecteur en kort daarna trad hij af. Een jaar later overleed hij in Maastricht ten gevolge van een fietsongeluk tijdens een vakantie in Frankrijk. Hij werd begraven in het familiegraf op de Algemene Begraafplaats Tongerseweg in Maastricht.
Louis Regout was ridder in de Orde van de Nederlandse Leeuw en commandeur in de Orde van Oranje-Nassau. In 1933 werd hij ridder in de Orde van Sint-Gregorius de Grote en postuum werd hij commandeur in de Orde van de H. Paus Silvester.

## Huwelijk en nakomelingschap
Ludovicus Franciscus Hubertus Regout trad op 30 oktober 1922 op kasteel Genhoes (Oud-Valkenburg) in het huwelijk met jkvr. Marie-Louise Paula Hubertina Josepha ("Kien") Michiels van Kessenich (1900-1997), dochter van jkhr. Octave Michiels van Kessenich en jkvr. Paula von Pelser Berensberg. Het echtpaar kreeg zes kinderen, vijf zonen en een dochter. Twee zonen, Louis en Tom, volgden in hun vaders voetspoor en namen vooraanstaande posities in het familiebedrijf in. Het gezin Regout-Michiels van Kessenich bewoonde de in opdracht van Louis I Regout gebouwde villa Kruisdonk, tot 1970 in de gemeente Meerssen, tegenwoordig in Maastricht gelegen. Tot hun nageslacht behoren:
1. Robert Ludovicus Hubertus ("Beijs") Regout (1923-1987), geoloog, gehuwd met Maria Marthe Hélène "Genevieve" Durand (1923), 3 kinderen
2. Pauline Maria Hubertina Regout (1925-1972), gehuwd met jhr. Louis Emile Arnold Joseph van Meeuwen (1924-2008), 3 kinderen
3. Louis Hubert Willem ("Louis IV") Regout (1928), directeur Mosa, gehuwd met Marianne Gabrielle Cremers (1938), 4 kinderen
4. Antoine Marie Hubert ("Tom") Regout (1931-1962), onderdirecteur Mosa, ongehuwd, geen kinderen
5. Octave Hubert Alphonse Regout (1935-2009), gehuwd met Annètje Kars (1938), 2 kinderen
6. Martinus Georgius Hubertus ("Maarten") Regout (1937), gehuwd met (1) Louise Adolphine barones de Smeth (1940), 3 kinderen, en (2) Antoinette Henriette ("Hetty") van Lanschot (1937), geen kinderen